# Monoblastus spinosus
Monoblastus spinosus är en stekelart som beskrevs av Carl Gustav Alexander Brischke 1871. Monoblastus spinosus ingår i släktet Monoblastus och familjen brokparasitsteklar. Inga underarter finns listade i Catalogue of Life.